# Fetițele vieneze
Fetițele vieneze (titlul original: în germană Wiener Mädel / Wiener Madeln) este un film dramatic-biografic de coproducție austro-germană în Agfacolor, realizat în 1944 de regizorul Willi Forst în studiourile Wien-Film, despre compozitorul austriac Carl Michael Ziehrer, pe care îl interpretează el însuși. 
Acest ultim film realizat în Austria în timpul național-socialismului, a fost când au început filmările, prima producție color a studioului Wien-Film. Cu toate acestea, filmul nu a fost lansat în cinematografe până în 1949 fiind astfel ultimul dintre cele opt așa-numite „Überlaufer” din Austria, filme realizate în timpul național-socialismului dar lansate în cinematografe abia după sfârșitul războiului.
Protagoniști filmului sunt actorii Willi Forst, Anton Edthofer, Judith Holzmeister și Dora Komar. 

## Rezumat
În genericul de deschidere scrie: „Filmul a fost conceput, scris și regizat de Willi Forst. Dedicat memoriei lui Carl Michael Ziehrer.” Muzicianul și compozitorul Carl Michael Ziehrer, care în timpul zilei lucrează în magazinul de pălării al tatălui său, are ocazia într-o seară de a dirija cam timid și neîndemânatic, compozițiile sale în „Sălile Diana” din Viena. Surorile Munk, la inițiativa lui Mitzi, stârnesc o uriașă rundă de aplauze. În noaptea următoare, Ziehrer a compus valsul „Fetițele vieneze” (Wiener Mädeln) și a dedicat lucrarea tinerelor surori.
Întâmplător, a doua zi, Ziehrer trebuie să livreze o pălărie în casa lui Munk și acolo o întâlnește pentru prima dată pe Klara, cea mai mare dintre cele patru surori. Ziehrer se îndrăgostește imediat, dar este respins de ea.
La un bal el ar trebui să interpreteze o compoziție, Klara sprijinindu-l cu interpretarea sa. Totuși, tânărul muzician refuză să cânte „Trandafiri din sud” (Rosen aus dem Süden) de tânărul Johann Strauss. Klara își anunță apoi logodna cu contele Lechenberg.
Când Klara, căsătorită între timp cu Lechenberg, a aflat câtva timp mai târziu că datorită intervenției lui Ziehrer a obținut o întâlnire cu agentul artistic Paradeiser, ea o trimite acolo pe Mitzi. Sora nu are ocazia să scoată nici măcar o vorbă lui Paradeiser, ci trebuie să facă o probă de audiție și este imediat angajată sub numele de scenă Marianne Edelmann. La Berlin, Ziehrer o întâlnește pe Mitzi. Cei doi încep să lucreze împreună de acum înainte. Când încep să fie mai apropiați, se căsătoresc.
La o expoziție din Kristiania (Oslo), Ziehrer o reîntâlnește pe Klara. Din moment ce crede că a făcut o alegere greșită în situații cruciale din viața ei, Ziehrer o asigură că marea carieră de diplomat a soțului ei este încă înaintea lui și că ea și Mitzi au luat decizia bună în privința căsătoriei lor. Klara și Mitzi cântă la expoziție „Fetițele vieneze” al lui Ziehrer, astfel ajutându-l pe el și orchestra sa să-l învingă pe muzicianul John Cross.

## Distribuție
- Willi Forst – Carl Michael Ziehrer
- Anton Edthofer – consilierul Munk, tatăl a patru fete
- Judith Holzmeister – Klara Munk, sora cea mare
- Dora Komar – Mitzi, o altă soră
- Vera Schmid – Liesl, o altă soră
- Hilde Föda – Gretl, o altă soră
- Hans Moser – Engelbert
- Edmund Schellhammer – Johann Strauss
- Friedl Haerlin – doamna Strauss
- Leopold Hainisch – Karl Haslinger
- Lizzi Holzschuh – doamna Haslinger
- Hansi Stork – prințesa Pauline Metternich
- Curd Jürgens – Graf Lechenberg
- Ferdinand Mayerhofer – Ziehrer senior
- Fred Liewehr – John Cross
- Hilde Konetzni – interpreta cântecului Die schönsten Mädeln leben in Wien
- Alfred Neugebauer – directorul expoziției
- André Mattoni – secretarul său
- Hedwig Bleibtreu – Lisi
- Fritz Imhoff – Paradeiser, un agent
- Max Gülstorff – directorul teatrului